# Fisherton de la Mere
Fisherton de la Mere (spotykana także pisownia Fisherton Delamere) – wieś w Anglii, w hrabstwie Wiltshire, położona nad rzeką Wylye. Leży 17 km na północny zachód od miasta Salisbury i 137 km na zachód od Londynu.